# Moord op Milly Boele
De moord op Milly Boele is een misdrijf dat zich op 10 maart 2010 afspeelde in de Nederlandse stad Dordrecht. Het 12-jarige meisje Milly Boele werd op die dag verkracht en vermoord en daarna door de dader begraven in diens tuin.
De moord werd gepleegd door haar 26-jarige buurman: Sander V., die na zijn aanhouding bekende Milly te hebben gedood. V. was als surveillant werkzaam bij de Politie Rotterdam-Rijnmond.

## Gebeurtenissen
Milly had voor het laatst contact met haar moeder om ongeveer 17.30 uur die dag. Ze vroeg haar moeder om haar terug te bellen omdat er een buurman voor de deur stond. Toen haar moeder haar na tien minuten terugbelde, antwoordde ze niet op haar mobiele telefoon. Om ongeveer 18.30 uur kwam de moeder van Milly naar huis en vond haar niet thuis. Na een tijd werd ze als vermist gemeld bij de politie. De volgende dag ging er een AMBER Alert uit.
Later bekende V. dat hij Milly naar zijn huis had meegenomen en haar daar om het leven had gebracht.
V. had Milly naar zijn huis gelokt met een verhaal over katten. Hij maakte daar haar mobiele telefoon onklaar. Vervolgens misbruikte hij haar en wurgde haar met een riem.

## Ontknoping
Op 16 maart meldde Sander V. zich bij de politie met de mededeling dat hij belangrijke informatie had over de verdwijning van Milly. Hij werd onmiddellijk als verdachte aangehouden. Later die dag vond de politie het lichaam van Milly, dat begraven was in de tuin van V. Hij had zich bij de politie gemeld op aanraden van zijn vriendin, eveneens werkzaam bij de politie, aan wie hij zijn daad had opgebiecht.
Het Openbaar Ministerie in Dordrecht maakte op 19 maart bekend dat V. verdacht werd van doodslag. Ook werd een onderzoek gelast naar zijn psychische gesteldheid. Op 21 mei liet het OM in Dordrecht weten dat V. werd vervolgd voor moord, seksueel misbruik, vrijheidsberoving en het verbergen van het dode lichaam. Sander V. werd in eerste aanleg bijgestaan door Tjalling van der Goot en Wim Anker, en in hoger beroep en cassatie door Willem Jan Ausma.
Op 26 november 2010 werd V. door de rechtbank in Dordrecht veroordeeld tot 18 jaar cel en tbs. Zowel V. als het Openbaar Ministerie gingen tegen deze uitspraak in hoger beroep. Ook in hoger beroep werd hij tot 18 jaar cel en tbs veroordeeld; het gerechtshof achtte tevens verkrachting bewezen. Het tegen dit arrest van het gerechtshof ingestelde cassatieberoep werd op 14 oktober 2013 door de Hoge Raad verworpen.

## Kritiek
Er is kritiek geweest op het feit dat er niet meteen met speurhonden werd gezocht nadat de vermissing van Milly bekend werd gemaakt. De politiewoordvoerders meldden dat het ongebruikelijk is meteen van een misdrijf uit te gaan en dat er in eerste instantie, geheel volgens procedure, werd uitgegaan van een vrijwillige vermissing (weglopen).

## Monument
Vlak bij het ouderlijk huis aan de Schuilenburg in Dordrecht is er een monument geplaatst ter herinnering aan Milly (in maart 2011 een voorlopig monument, in september 2011 het definitieve). Het bestaat uit een zuil met een steigerend paard en een couplet uit het lied I'll Be Missing You van de Amerikaanse artiesten Puff Daddy en Faith Evans: Every step I take, every move I make. Every single day, every time I pray I'll be missing you. Het werd onthuld op 10 maart 2011 door de ouders van Milly.